# Риччи, Джакомо
Джакомо Риччи (итал. Giacomo Ricci, род. 30 марта 1985 года в Милане) — итальянский автогонщик.

## Карьера

### Формула-БМВ
Риччи начал свою автогоночную карьеру в базирующейся в Германии Формуле-БМВ ADAC в 2001 и 2002, где его лучшим результатом стало десятое место в чемпионате.

### Формула-Рено
Риччи также принял участие в одной гонке Итальянской Формуле-Рено в 2001 и выступил в этапах двухлитровых немецкой серии и Европейском кубке в 2002. В 2003 он перешёл во младшую категорию Испанскую Формулу-Юниор 1600, завершив сезон четвёртым. Также он принял участие в одной гонке базирующейся в Северной Америки Формулы-Рено В 2004 в четырёх гонках Мировой серии Ниссан (у которой владельцами стала Renault, и чемпионат был назван Мировая серия Рено в следующем году).

### Формула-3000
С 2004 по 2007 Риччи принимал участие в серии известной как Евро Формула-3000, Итальянская Формула-3000 и Евросерия 3000. После не возможности набора очков в 2004 он повысил свои результаты до третьего места в 2005. В 2006 ему досталось место в команде Fisichella Motorsport он выиграл чемпионат с пятью победами и 13 финишами на подиуме. В 2007 он принял участие в нескольких этапах и финишировал на пятой позиции итого зачёта, сосредоточив своё внимание на североамериканских сериях в том году.

### Champ Car Atlantic
Джакомо провёл сезон в Champ Car Atlantic (серия поддержки ныне несуществующего Champ Car World Series) в 2007 в команде Conquest Racing. Он финишировал на шестом месте чемпионата, несмотря на отсутствие побед и подиумов. Он стал третьим новичком по итогам 2007, позади Франка Переры и Роберта Викенса.

### GP2
Риччи получил приглашение в серию GP2 в 2008, чтобы заменить травмированного Михаэля Херка в команде David Price Racing на нескольких первых этапах чемпионата, из-за того что бельгийско-румынский автогонщик получил перелом запястья в предшествующей серии GP2 Asia. Его напарником был бразилец Диего Нуньес. Его заменил Энди Соучек после двух этапов, которого в свою очередь заменил выздоровевший Херк.
Итальянец выступил в первом этапе сезона 2008-09 GP2 Asia за команду Trident Racing. Позднее его заменил Альберто Валерио, поэтому он вернулся в DPR со второго этапа, заменив Юхи Секигучи.

### International GT Open
Джакомо также выступал в классах GTA и GTS чемпионата International GT Open в 2008.

## Результаты выступлений

### Гоночная карьера
| Сезон   | Серия                                  | Команда                 | Гонки | Поулы | Победы | Очки | Место |
| ------- | -------------------------------------- | ----------------------- | ----- | ----- | ------ | ---- | ----- |
| 2001    | Формула-БМВ ADAC                       | CTS-Motorsport          | 20    | 0     | 1      | 94   | 7     |
| 2001    | Формула-Рено 2.0 Италия                | Toby Fortec Racing      | 1     | 0     | 0      | 0    | НКЛ   |
| 2002    | Формула-Рено 2.0 Германия              | SL Formula Racing       | 8     | 0     | 0      | 26   | 28    |
| 2002    | Еврокубок Формулы-Рено 2.0             | KUG Motorsport          | 6     | 0     | 0      | 0    | НКЛ   |
| 2002    | Формула-БМВ ADAC                       | KUG-DeWalt Racing       | 6     | 0     | 0      | 15   | 18    |
| 2003    | Формула-Юниор 1600 Испания             | ?                       | ?     | ?     | ?      | 106  | 4     |
| 2003    | Fran-Am 2000 Winter World Championship | Team Italia             | 1     | 0     | 0      | 30   | 29    |
| 2004    | Мировая серия Ниссан                   | Vergani Racing          | 8     | 0     | 0      | 4    | 19    |
| 2004    | Евро Формула 3000                      | Power Tech              | 4     | 0     | 0      | 0    | НКЛ   |
| 2005    | Итальянская Формула-3000               | Astromega               | 8     | 0     | 0      | 33   | 3     |
| 2006    | Евросерия 3000                         | Fisichella Motorsport   | 18    | 1     | 5      | 106  | 1     |
| 2007    | Евросерия 3000                         | G-Tec                   | 6     | 0     | 2      | 37   | 5     |
| 2007    | Евросерия 3000                         | ELK Motorsport          | 6     | 0     | 2      | 37   | 5     |
| 2007    | Champ Car Atlantic                     | Conquest Racing         | 12    | 0     | 0      | 188  | 6     |
| 2008    | GP2                                    | David Price Racing      | 4     | 0     | 0      | 0    | 31    |
| 2008    | International GT Open                  | GPC Sport (GTA)         | 6     | 0     | 0      | 19   | 12    |
| 2008    | International GT Open                  | Villois Racing (GTS)    | 4     | 0     | 1      | 26   | 10    |
| 2008    | Итальянская Формула-3                  | BVM — Target Racing Srl | 2     | 0     | 0      | 5    | 15    |
| 2008    | Международная Формула-Мастер           | Euronova Racing         | 2     | 0     | 0      | 0    | НКЛ   |
| 2008-09 | GP2 Asia                               | Trident Racing          | 2     | 0     | 0      | 0    | 27    |
| 2008-09 | GP2 Asia                               | David Price Racing      | 9     | 0     | 0      | 0    | 27    |
| 2009    | GP2                                    | David Price Racing      | 7     | 0     | 0      | 0    | 25    |

### Результаты выступлений в серии GP2
| Легенда к таблице |                                                                    |
| --- | ------------------------------------------------------------------ |
| В таблице перечислены результаты всех гонок, в которых принимал участие гонщик. Строками таблицы являются сезоны, столбцами — этапы соревнований. В каждой клетке указаны сокращённое название этапа и результат, дополнительно обозначенный цветом. Расшифровка обозначений и цветов представлена в нижеследующей таблице. |                                                                    |
| \| Пример \| Описание \| \| ------------ \| ------------------------------------------------------------------ \| \| 1 \| Победитель \| \| 2 \| Второе место \| \| 3 \| Третье место \| \| 5 \| Финишировал, заработав очки \| \| Сход \| Не финишировал, но при этом заработал очки \| \| 12 \| Финишировал, не получив очков \| \| НКЛ \| Финишировал, но не попал в финальную классификацию \| \| 15 \| Участвовал вне зачёта, либо по отдельной классификации \| \| 18 \| Не финишировал, но попал в финальную классификацию \| \| Сход \| Не финишировал \| \| НКВ \| Не прошёл квалификацию \| \| НПКВ \| Не прошёл предквалификацию \| \| ДСК \| Дисквалифицирован \| \| ИСК \| Исключён из протокола соревнований \| \| ТТ \| Заявлен для участия только в тренировках \| \| НС \| Участвовал в квалификации, но не стартовал в гонке \| \| Т \| Травмирован или болен \| \| ОТК \| Отказ от участия \| \| НТР \| Прибыл на соревнования, но на трассу не выезжал \| \| НПР \| Был заявлен в числе участников, но не прибыл к началу соревнований \| \| О \| Соревнования отменены \| \| \| Не участвовал \| \| Поул-позиция \| \| \| Быстрый круг \| \| |                                                                    |
| Пример | Описание                                                           |
| 1 | Победитель                                                         |
| 2 | Второе место                                                       |
| 3 | Третье место                                                       |
| 5 | Финишировал, заработав очки                                        |
| Сход | Не финишировал, но при этом заработал очки                         |
| 12 | Финишировал, не получив очков                                      |
| НКЛ | Финишировал, но не попал в финальную классификацию                 |
| 15 | Участвовал вне зачёта, либо по отдельной классификации             |
| 18 | Не финишировал, но попал в финальную классификацию                 |
| Сход | Не финишировал                                                     |
| НКВ | Не прошёл квалификацию                                             |
| НПКВ | Не прошёл предквалификацию                                         |
| ДСК | Дисквалифицирован                                                  |
| ИСК | Исключён из протокола соревнований                                 |
| ТТ | Заявлен для участия только в тренировках                           |
| НС | Участвовал в квалификации, но не стартовал в гонке                 |
| Т | Травмирован или болен                                              |
| ОТК | Отказ от участия                                                   |
| НТР | Прибыл на соревнования, но на трассу не выезжал                    |
| НПР | Был заявлен в числе участников, но не прибыл к началу соревнований |
| О | Соревнования отменены                                              |
| | Не участвовал                                                      |
| Поул-позиция |                                                                    |
| Быстрый круг |                                                                    |

| Год  | Команда            | 1          | 2          | 3          | 4          | 5          | 6          | 7        | 8        | 9     | 10    | 11    | 12    | 13    | 14    | 15    | 16    | 17    | 18    | 19    | 20    | ЛЗ | Очки |
| ---- | ------------------ | ---------- | ---------- | ---------- | ---------- | ---------- | ---------- | -------- | -------- | ----- | ----- | ----- | ----- | ----- | ----- | ----- | ----- | ----- | ----- | ----- | ----- | -- | ---- |
| 2008 | David Price Racing | ИСП 1 16   | ИСП 2 Сход | ТУЦ 1 Сход | ТУЦ 2 11   | МОН 1      | МОН 2      | ФРА 1    | ФРА 2    | ВЕЛ 1 | ВЕЛ 2 | ГЕР 1 | ГЕР 2 | ВЕН 1 | ВЕН 2 | ЕВР 1 | ЕВР 2 | БЕЛ 1 | БЕЛ 2 | ИТА 1 | ИТА 2 | 31 | 0    |
| 2009 | DPR                | ИСП 1 Сход | ИСП 2 15   | МОН 1 14   | МОН 2 Сход | ТУЦ 1 Сход | ТУЦ 2 Сход | ВЕЛ 1 17 | ВЕЛ 2 НС | ГЕР 1 | ГЕР 2 | ВЕН 1 | ВЕН 2 | ЕВР 1 | ЕВР 2 | БЕЛ 1 | БЕЛ 2 | ИТА 1 | ИТА 2 | АЛГ 1 | АЛГ 2 | 25 | 0    |

#### Результаты выступлений в GP2 Asia
| Легенда к таблице |                                                                    |
| --- | ------------------------------------------------------------------ |
| В таблице перечислены результаты всех гонок, в которых принимал участие гонщик. Строками таблицы являются сезоны, столбцами — этапы соревнований. В каждой клетке указаны сокращённое название этапа и результат, дополнительно обозначенный цветом. Расшифровка обозначений и цветов представлена в нижеследующей таблице. |                                                                    |
| \| Пример \| Описание \| \| ------------ \| ------------------------------------------------------------------ \| \| 1 \| Победитель \| \| 2 \| Второе место \| \| 3 \| Третье место \| \| 5 \| Финишировал, заработав очки \| \| Сход \| Не финишировал, но при этом заработал очки \| \| 12 \| Финишировал, не получив очков \| \| НКЛ \| Финишировал, но не попал в финальную классификацию \| \| 15 \| Участвовал вне зачёта, либо по отдельной классификации \| \| 18 \| Не финишировал, но попал в финальную классификацию \| \| Сход \| Не финишировал \| \| НКВ \| Не прошёл квалификацию \| \| НПКВ \| Не прошёл предквалификацию \| \| ДСК \| Дисквалифицирован \| \| ИСК \| Исключён из протокола соревнований \| \| ТТ \| Заявлен для участия только в тренировках \| \| НС \| Участвовал в квалификации, но не стартовал в гонке \| \| Т \| Травмирован или болен \| \| ОТК \| Отказ от участия \| \| НТР \| Прибыл на соревнования, но на трассу не выезжал \| \| НПР \| Был заявлен в числе участников, но не прибыл к началу соревнований \| \| О \| Соревнования отменены \| \| \| Не участвовал \| \| Поул-позиция \| \| \| Быстрый круг \| \| |                                                                    |
| Пример | Описание                                                           |
| 1 | Победитель                                                         |
| 2 | Второе место                                                       |
| 3 | Третье место                                                       |
| 5 | Финишировал, заработав очки                                        |
| Сход | Не финишировал, но при этом заработал очки                         |
| 12 | Финишировал, не получив очков                                      |
| НКЛ | Финишировал, но не попал в финальную классификацию                 |
| 15 | Участвовал вне зачёта, либо по отдельной классификации             |
| 18 | Не финишировал, но попал в финальную классификацию                 |
| Сход | Не финишировал                                                     |
| НКВ | Не прошёл квалификацию                                             |
| НПКВ | Не прошёл предквалификацию                                         |
| ДСК | Дисквалифицирован                                                  |
| ИСК | Исключён из протокола соревнований                                 |
| ТТ | Заявлен для участия только в тренировках                           |
| НС | Участвовал в квалификации, но не стартовал в гонке                 |
| Т | Травмирован или болен                                              |
| ОТК | Отказ от участия                                                   |
| НТР | Прибыл на соревнования, но на трассу не выезжал                    |
| НПР | Был заявлен в числе участников, но не прибыл к началу соревнований |
| О | Соревнования отменены                                              |
| | Не участвовал                                                      |
| Поул-позиция |                                                                    |
| Быстрый круг |                                                                    |

| Год     | Команда        | 1        | 2          | 3        | 4       | 5          | 6        | 7          | 8        | 9        | 10       | 11       | 12       | Место | Очки |
| ------- | -------------- | -------- | ---------- | -------- | ------- | ---------- | -------- | ---------- | -------- | -------- | -------- | -------- | -------- | ----- | ---- |
| 2008-09 | Trident Racing | КИТ 1 13 | КИТ 2 Сход |          |         |            |          |            |          |          |          |          |          | 27    | 0    |
| 2008-09 | DPR            |          |            | ОАЭ 1 13 | ОАЭ 2 О | БАХ 1 Сход | БАХ 2 16 | КАТ 1 Сход | КАТ 2 13 | МАЗ 1 16 | МАЗ 2 15 | БАХ 1 11 | БАХ 2 10 | 27    | 0    |